# ایدسویک آفشور
ایدسویک آفشور (انگلیسی: Eidesvik Offshore) شرکت کشتیرانی نروژی است، که در سال ۱۹۸۰ تأسیس شد.